# 圣塞纳里勒热雷
圣塞纳里勒热雷（法語：Saint-Céneri-le-Gérei，法語發音：[sɛ̃ sen(ə)ʁi lə ʒeʁɛ] ⓘ）是法国奥恩省的一个市镇，属于阿朗松区。

## 地理
圣塞纳里勒热雷（48°22'48"N, 0°3'10"W）面积3.86 平方千米，位于法国诺曼底大区奧恩省，该省份为法国西北部内陆省份，北起顺时针与卡爾瓦多斯省、厄尔省、厄尔-卢瓦省、萨尔特省、马耶讷省和芒什省接壤。
与圣塞纳里勒热雷接壤的市镇（或旧市镇、城区）包括：圣皮埃尔德尼、拉费里耶尔博沙尔、米约塞、圣莱奥纳尔德布瓦。

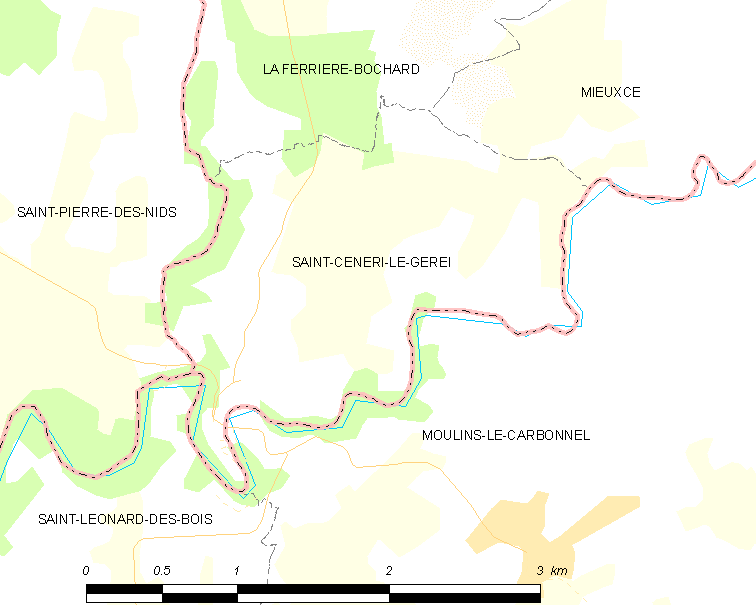
圣塞纳里勒热雷的OSM定位图

圣塞纳里勒热雷的时区为UTC+01:00、UTC+02:00（夏令时）。

## 行政
圣塞纳里勒热雷的邮政编码为61250，INSEE市镇编码为61372。

## 政治
圣塞纳里勒热雷所属的省级选区为达米尼县。

## 人口

1962-2008年间圣塞纳里勒热雷人口变化图示

圣塞纳里勒热雷于2022年1月1日时的人口数量为112人。